# فرودگاه پرامیننت هیل
فرودگاه پرامیننت هیل (به انگلیسی: Prominent Hill Airport) یک فرودگاه خصوصی با کد یاتا PXH است که یک باند فرود شن دارد و طول باند آن ۱, ۸۰۰ متر است. این فرودگاه در کشور استرالیا قرار دارد و در ارتفاع ۲۲۴ متری از سطح دریا واقع شده است.